# Autobahndreieck Hannover-West
Autobahndreieck Hannover-West (AD Hannover-West, Dreieck Hannover-West) – węzeł drogowy łączący autostrady federalne A2 (Oberhausen – Hannover – Berlin; część trasy europejskiej E30) i A352 (Eckverbindung Hannover) w regionie Hanower, w kraju związkowym Dolna Saksonia, w Niemczech.

## Opis
Skrzyżowanie autostrad znajduje się w północno-zachodniej części miasta Hanower. Oddano je do użytku w 1976 roku, w formie lewostronnego odgałęzienia. Ułatwia ono dojazd do portu lotniczego Hannover-Langenhagen dla jadących od strony Zagłębia Ruhry.
Węzeł posiada podwójną numerację – 43 w ciągu A2 i 5 w ciągu A352.

## Natężenie ruchu
| Z                              | Do                            | Średnie dzienne natężenie | Średnie dzienne natężenie | Średnie dzienne natężenie | Udział ruchu ciężkiego | Udział ruchu ciężkiego | Udział ruchu ciężkiego |
| Z                              | Do                            | 2005                      | 2010                      | 2015                      | 2005                   | 2010                   | 2015                   |
| ------------------------------ | ----------------------------- | ------------------------- | ------------------------- | ------------------------- | ---------------------- | ---------------------- | ---------------------- |
| AS Hannover-Herrenhausen (A 2) | AD Hannover-West              | 129 000                   | 129 800                   | 107 600                   | 14,4 %                 | 20,8 %                 | 16,4 %                 |
| AD Hannover-West               | AS Hannover/Langenhagen (A 2) | 105 700                   | 96 500                    | 90 700                    | 13,3 %                 | 17,2 %                 | 21,0 %                 |
| AS Engelbostel (A 352)         | AD Hannover-West              | 34 400                    | 32 900                    | 34 300                    | 12,0 %                 | 11,5 %                 | 12,4 %                 |